# دان بوب
دان بوب هو سياسي أمريكي، ولد في 1963 في تمبل في الولايات المتحدة. نشط حزبياً في الحزب الجمهوري.